# ريك ميتشيل
ريك ميتشيل (بالإنجليزية: Rick Mitchell) هو منافس ألعاب قوى أسترالي، ولد في 24 مارس 1955 في سيدني في أستراليا.

## وصلات خارجية
- ريك ميتشيل على موقع الاتحاد الدولي لألعاب القوى (الإنجليزية)
- ريك ميتشيل على موقع النتائج التاريخية لألعاب القوى الأسترالية (الإنجليزية)
- ريك ميتشيل على موقع اللجنة الأولمبية الدولية (الإنجليزية)
- ريك ميتشيل على موقع أوليمبيديا (الإنجليزية)
- ريك ميتشيل على موقع اللجنة الأولمبية الأسترالية (الإنجليزية)
- ريك ميتشيل على موقع اتحاد ألعاب الكومنولث (مؤرشف) (الإنجليزية)